# حزب زحمتکشان افغانستان
حزب زحمتکشان افغانستان نام شاخه پرچم حزب دموکراتیک خلق افغانستان بود. در سال ۱۳۵۶ خورشیدی شاخه‌های خلق و پرچم وحدت کردند و هر دو شاخه دارای یک نام شدند.